# Actopsyllus longipes
Actopsyllus longipes är en kräftdjursart som beskrevs av Wells 1967. Actopsyllus longipes ingår i släktet Actopsyllus och familjen Diosaccidae. Inga underarter finns listade i Catalogue of Life.